# Vickers Type 253
Il Vickers Type 253 era un aereo biplano e monomotore realizzato dall'azienda britannica Vickers-Armstrong nel corso della prima metà degli anni trenta.
Viene indicato anche con il nome di Vickers G.4/31 in ragione del numero della specifica emessa dall'Air Ministry sulla cui base nacque il progetto, che richiedeva che il velivolo avesse sia capacità offensive (per ricoprile i ruoli di bombardiere e aerosilurante) che di trasporto.
Benché avesse ottenuto un ordine di produzione in serie da parte delle autorità britanniche, l'avvento dei velivoli monoplani determinò la revoca dell'ordine e l'abbandono di ogni successivo sviluppo.

## Storia del progetto
In risposta alla specifica G.4/31 con la quale l'Air Ministry richiedeva un velivolo dotato di motore raffreddato ad aria destinato a compiti offensivi di bombardamento e lancio di siluri, ma che fosse anche in grado di svolgere generici compiti di trasporto e collegamento, nel novembre del 1931 l'Armstrong-Vickers realizzò i progetti di tre distinti aerei, di cui uno con velatura biplana e due monoplana. Gli ultimi due differivano tra loro per l'impiego di due motori differenti.
Alla medesima specifica risposero, prevedendo successive considerevoli commesse per la produzione in serie, tutte le principali aziende aeronautiche britanniche: la Armstrong Whitworth (con il progetto dell'AW.19), la Bristol Aeroplane Company (Bristol Type 120), la Fairey (Fairey G.4/31), la Blackburn (B-7), la Handley Page (con il progetto HP.47), la Hawker (PV.4), la Parnall (Parnall G.4/31) e la Westland (PV.7).
I progetti della Vickers erano curati dall'ingegnere Barnes Wallis, già responsabile del settore dirigibili dell'azienda e recente curatore del progetto relativo all'aerosilurante Type 207. Nel mese di aprile del 1932 il progetto del biplano Vickers Type 253 venne ufficialmente dichiarato vincitore della contesa da parte dell'Air Ministry guadagnandosi un ordine per la costruzione di 150 esemplari.
Malgrado l'esito della competizione ufficiale, la Vickers prese la decisione di non abbandonare del tutto il progetto nella configurazione monoplana, facendosi carico di coprire le spese di progettazione e realizzazione senza il supporto finanziario che gli ordini da parte dell'autorità statale avrebbero garantito. La decisione venne presa anche in considerazione del fatto che i due velivoli avevano in comune la fusoliera, progettata da Wallis sviluppando il concetto di struttura geodetica già abbozzato nel progetto del Type 207 e realizzata facendo largo ricorso alle leghe leggere.
La definizione del progetto definitivo del Type 253 si protrasse per qualche tempo, tanto che il disegno dell'ala venne definito solo nel mese di agosto del 1933; un altro anno trascorse prima che il prototipo ricevesse il battesimo dell'aria, il 16 agosto del 1934. Nel frattempo anche il monoplano si apprestava a vedere la luce, identificato fino a quel momento come "O-9" o Vickers Type 246.
Nel giugno del 1936, durante l'annuale "Royal Air Force Display" presso la base di Hendon (nella zona nord di Londra), i due velivoli della Vickers ebbero occasione di confrontarsi direttamente e le performance del monoplano, palesemente migliori a parità di motore impiegato, non tardarono a far sorgere un dilemma in seno alle autorità ministeriali che, come detto, avevano già avanzato un ordine per 150 biplani.
La sorte del Type 253 era inevitabilmente segnata e la cancellazione dell'ordine di produzione in favore di 96 Wellesley (avvenuta nel mese di settembre di quell'anno) determinò l'abbandono di qualsiasi ulteriore programma di sviluppo. Il prototipo rimase così l'unico esemplare a vedere la luce e fu acquistato dalla Bristol che lo impiegò come banco prova volante per i propri motori.

## Tecnica

### Cellula
Il Type 253 era un biplano che ricordava, nelle linee esterne, il precedente Vespa. Caratterizzato esteriormente dall'ampia apertura alare, presentava configurazione sesquiplana dei due piani alari tra loro congiunti da due coppie di montanti disposte in ciascuna semiala; cavetti d'acciaio disposti in diagonale irrobustivano la struttura. Il profilo alare era inizialmente previsto nella configurazione standard denominata RAF 34 (recentemente già utilizzata sul Type 207), ma nel 1933 la Vickers optò per la soluzione RAF 15 (ampiamente sperimentata sul Vildebeest) ritenuta più adatta a contenere i serbatoi di carburante alloggiati nella sezione centrale.
Il carrello d'atterraggio era di tipo triciclo posteriore, con gli elementi anteriori (monoruota) agganciati mediante tubi metallici alla fusoliera ed al piano alare inferiore; al posteriore era presente un ruotino d'appoggio. Tutti gli elementi presentavano carenatura alle ruote in funzione aerodinamica.
La fusoliera non presentava esteriormente particolarità di rilievo, con i due abitacoli disposti "in tandem" aperti e riparati da parabrezza; al posteriore terminava in impennaggi di tipo classico, con gli stabilizzatori monoplani disposti al di sotto della deriva.
Al contrario la struttura interna della fusoliera era l'elemento caratterizzante del Type 253: questa consisteva infatti in quattro longheroni in lega leggera uniti tra loro da una serie di giunti disposti, seguendo linee geodetiche a doppia spirale (orientate una in senso orario, l'altra in senso antiorario), a formare un reticolo sul quale veniva steso il rivestimento esterno in tela. Questa particolare struttura era frutto delle idee di Barnes Wallis che, mutuate dalla precedente esperienza con i dirigibili, verranno successivamente perfezionate nei bombardieri Wellesley e Wellington.

### Motore
Conformemente a quanto previsto dalla specifica ministeriale il Type 253 era motorizzato con un motore radiale raffreddato ad aria: nello specifico si trattava del nove cilindri Bristol Pegasus che, in sede progettuale, avrebbe dovuto essere nella versione denominata IM3 ma che, all'atto del primo volo, era nel frattempo stata aggiornato alla versione IIM3, capace di erogare la potenza di 635 hp (pari a 474 kW).

### Annotazioni
1. ↑  La realizzazione del progetto su iniziativa privata viene generalmente indicato in lingua inglese con il termine "private venture" il cui acronimo "PV" non di rado individuava i relativi progetti.

### Fonti
1. 1 2 3 4 5 6 7  Andrews, 1968, p. 298.
2. 1 2 3 4 5  Vickers Type 253 (G.4/31) Biplane, in «historyofwar.org».
3. 1 2  Andrews, 1968, p. 308.
4. 1 2  Andrews, 1968, p. 295.
5. 1 2 3  Andrews, 1968, p. 296.
6. ↑  Andrews, 1968, p. 299.

### Pubblicazioni
- (EN) New and experimental types at Hendon, in Flight, Sutton, Surrey - UK, Reed Business Information Ltd., 27 giugno 1935,  pp. 693-697. URL consultato il 19 maggio 2014.